# Franz Sales Schwarz
Franz Sales Schwarz (* 4. September 1849 in Lasberg, Oberösterreich; † 1. Mai 1912 in Linz, Oberösterreich) war ein österreichischer Priester und Religionslehrer.
Schwarz ist heute vor allem als Religionslehrer des jungen Adolf Hitler an der Linzer Oberrealschule in den Jahren 1901 bis 1904 bekannt.

## Leben
Franz Sales Schwarz war der Sohn des Lasberger Kaufmanns und Bürgermeisters von 1861 bis 1864 Josef Schwarz (1807–1881). Seine Brüder waren der Priester und Redakteur Josef Schwarz (1841–1909) und der Politiker und Arzt Caspar Schwarz (1845–1911).
Nach seiner Priesterweihe im Jahr 1872 wirkte Schwarz als Kaplan an der Pfarrkirche in Gmunden. Ab dem Jahr 1885 folgte eine Tätigkeit als Pfarrprovisor, bevor er im folgenden Jahr als Religionslehrer an der Staats-Oberrealschule im oberösterreichischen Steyr tätig war. Zwischen 1889 und 1910 lehrte Schwarz als Religionsprofessor an der Staats-Oberrealschule in Linz. In diese Zeit fielen seine Ernennung zum geistlichen Rat im Jahr 1900 und die Ernennung zum Konsistorialrat im Jahr 1911.
Hitler verachtete den Religionsunterricht bei Sales Schwarz und verhöhnte ihn oft. Laut späterer Aussagen Hitlers und seiner Mitschüler empfanden diese Schwarz als Lehrer „einfältig und instinktlos“. Sie gaben ihm die Schuld daran, dass die Schüler „die katholische Kirche und Religion als fremd empfanden und zum Teil schließlich total aufgaben“. Die Rolle des Religionslehrers Schwarz wurde auch von zahlreichen Hitlerbiographen wie Joachim Fest (Hitler: eine Biographie), Werner Maser (Adolf Hitler: Legende, Mythos, Wirklichkeit) oder Ernst Deuerlein (Hitler. Eine politische Biographie) erwähnt.

## Schwarz in der Populärkultur
In Axel Cortis TV-Film Ein junger Mann aus dem Innviertel von 1973 übernahm Hubert Mann die Rolle des Sales Schwarz.